# Кравецький м'яз
Краве́цький м'яз (лат. musculus sartorius) — найдовший м'яз у людському тілі. Довгий, тонкий, поверхневий, він йде донизу вздовж стегна в його передній ділянці. Функціями його є згинання, відведення і бокове обертання стегна, згинання коліна.
Українська назва є калькою латинської, що утворена від sartor («кравець»). За однією з версій, назва походить від характерної пози з перехрещеними ногами, у якій колись сиділи кравці.

## Будова
Кравецький м'яз кріпиться проксимальним кінцем до передньої верхньої клубової ості й частини вирізки між передньою верхньою й передньою нижньою клубовими остями. Йде навкоси через верхню і передню частину стегна в нижньомедіальному напрямку. Проходить за медіальним виростком стегнової кістки, після чого переходить у сухожилок. Спереду він згинається, з'єднуючись зі сухожилками тонкого й півсухожилкового м'язів у гусячій лапці, де він прикріплюється до верхньомедіальної поверхні великогомілкової кістки.
Верхня частина кравецького м'яза утворює боковий край стегнового трикутника, а точка, де він перетинає довгий привідний м'яз, відмічає вершину цього трикутника. Під кравецьким м'язом і його фасцією розташовується привідний канал, у якому проходять підшкірний нерв, стегнові артерія і вена, а також гілка стегнового нерва до чотириголового м'яза.

### Нерви
Як і решта м'язів у передній ділянці стегна, кравецький іннервується стегновим нервом.

### Варіації
Анатомія м'яза може відрізнятися від звичайного. Він може кріпитися до зовнішнього краю пахвинної зв'язки, вирізки клубової кістки, клубово-гребінцевої лінії лобкової кістки.
Кравецький м'яз може розділятися на дві частини, й одна з них може приєднуватися до широкої фасції, стегнової кістки, зв'язки наколінка чи сухожилка півсухожилкового м'яза.
Кріпильний сухожилок може закінчуватися в широкій фасції, капсулі колінного суглоба чи ножній фасції.
У деяких людей кравецький м'яз взагалі відсутній.

## Функції
Кравецький м'яз може приводити в рух кульшовий і колінний суглоби, але всі його функції досить слабкі, що робить його м'язом-синергістом. Нагорі він може згинати, злегка відводити, і обертати назовні стегно. Унизу він може згинати ногу; а коли коліно зігнуте, він обертає ногу досередини. Всі чотири дії кравецького м'яза може продемонструвати повертання ступні, щоб подивитися на підошву чи усаджування з перехрещеними ногами.

## Клінічне значення
Одне з багатьох порушень функції кравецького м'яза — бурсит гусячої сумки, запалення медіальної ділянки коліна. Зазвичай воно трапляється в спортсменів і викликане тривалим впливом на гусячу лапку. Характеризується болем, опуханням і болючістю.

## Галерея

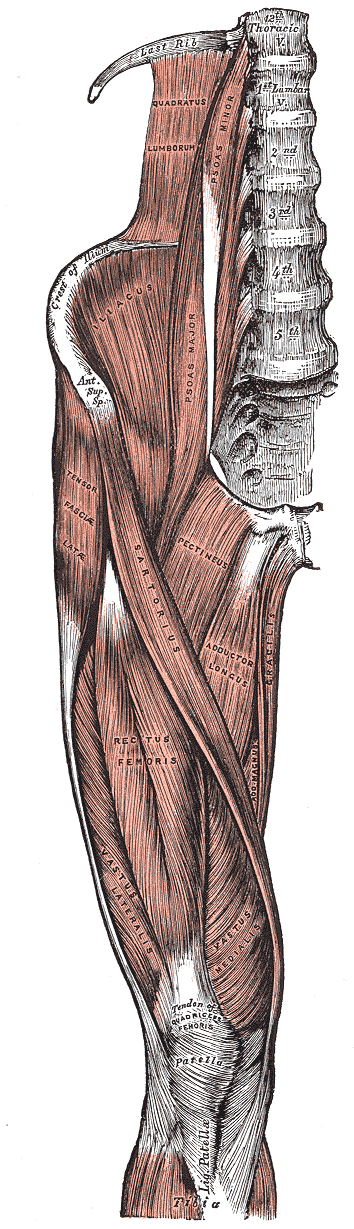
М'язи клубової кістки і передніх ділянок стегна.
Поперечний розтин стегна.
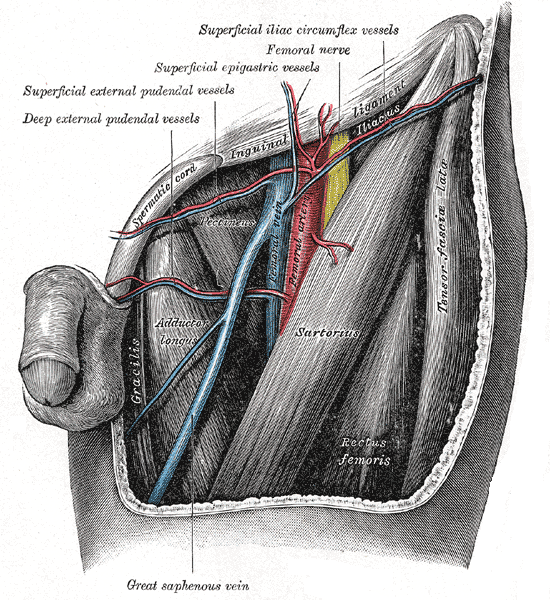
Лівий стегновий трикутник.
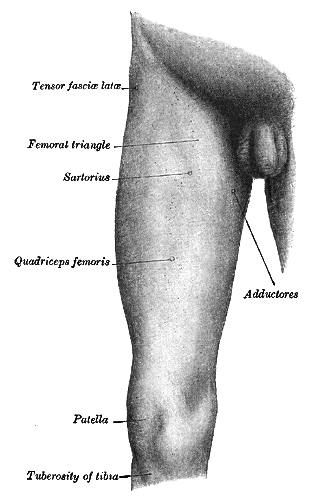
Фронтально-медіальна проєкція стегна.
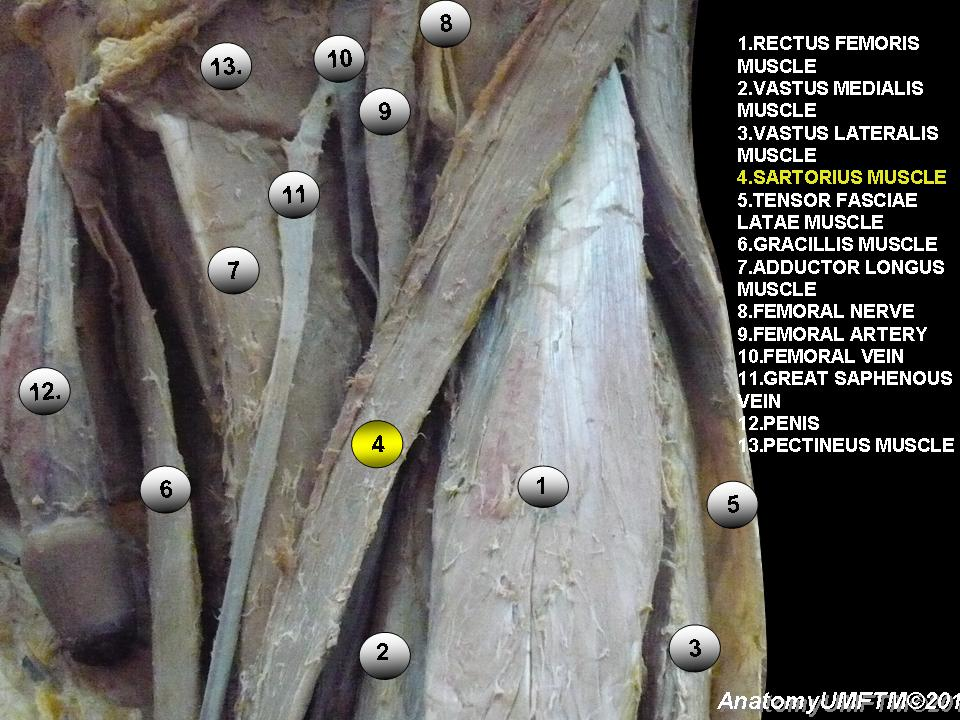
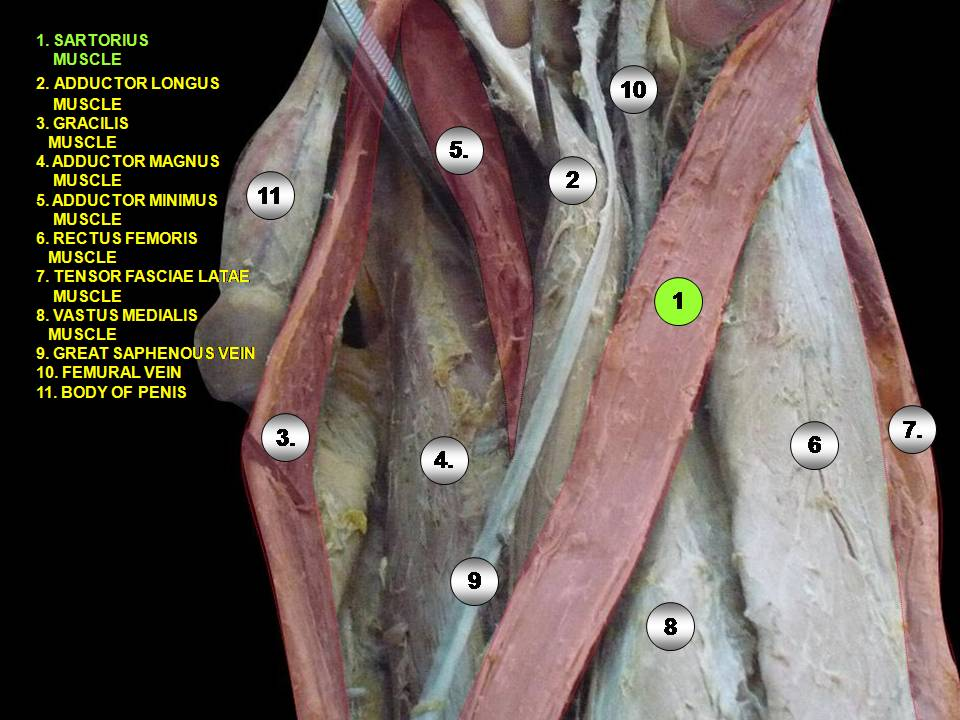
Кравецький м'яз
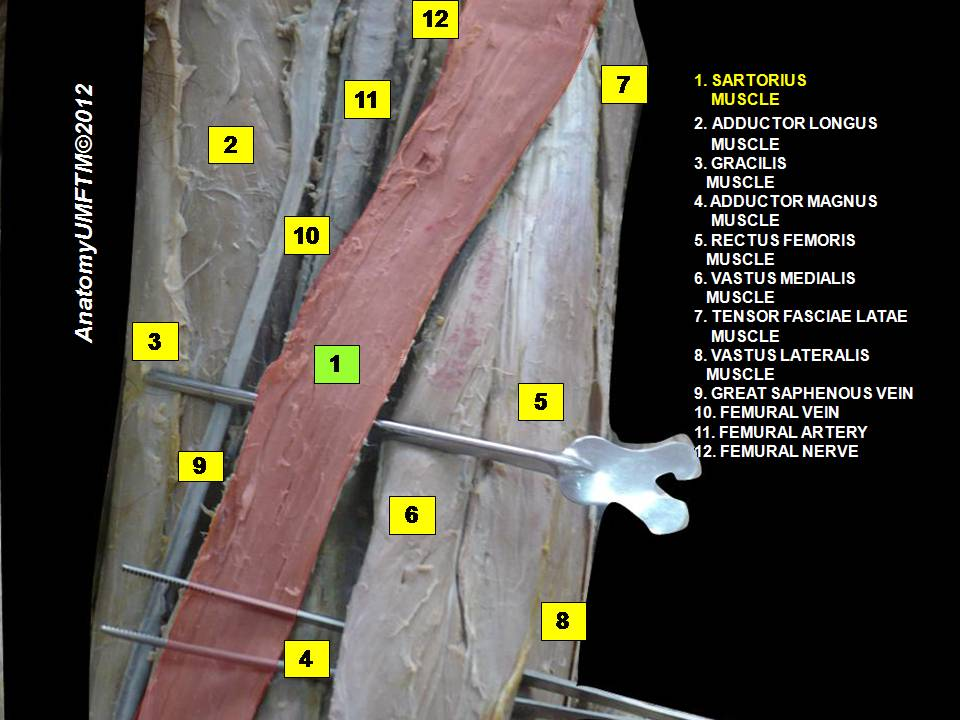
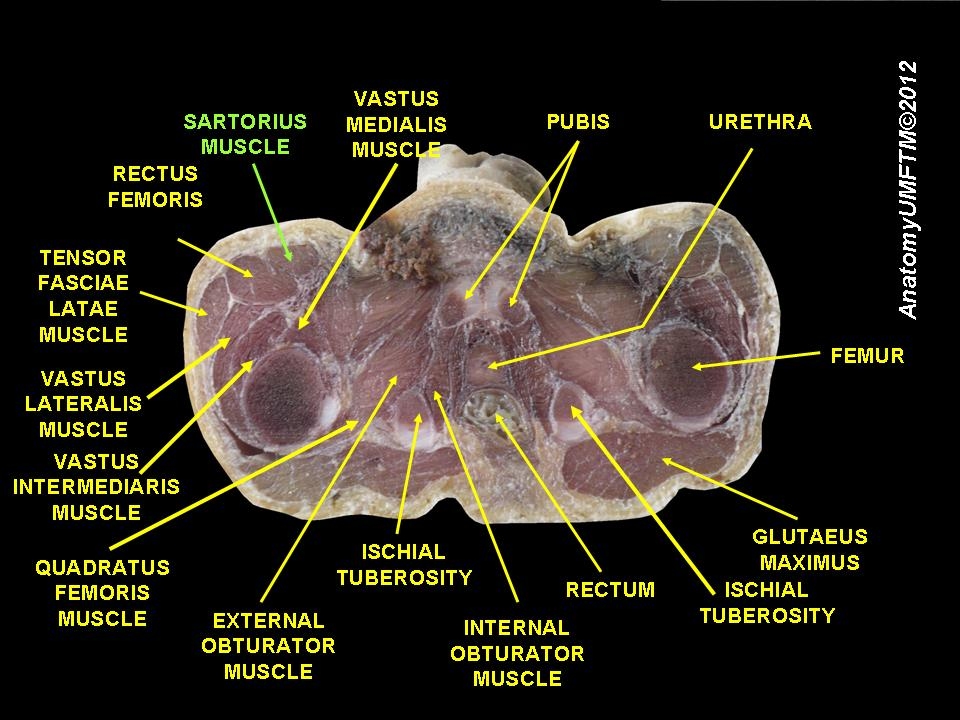
Кравецький м'яз
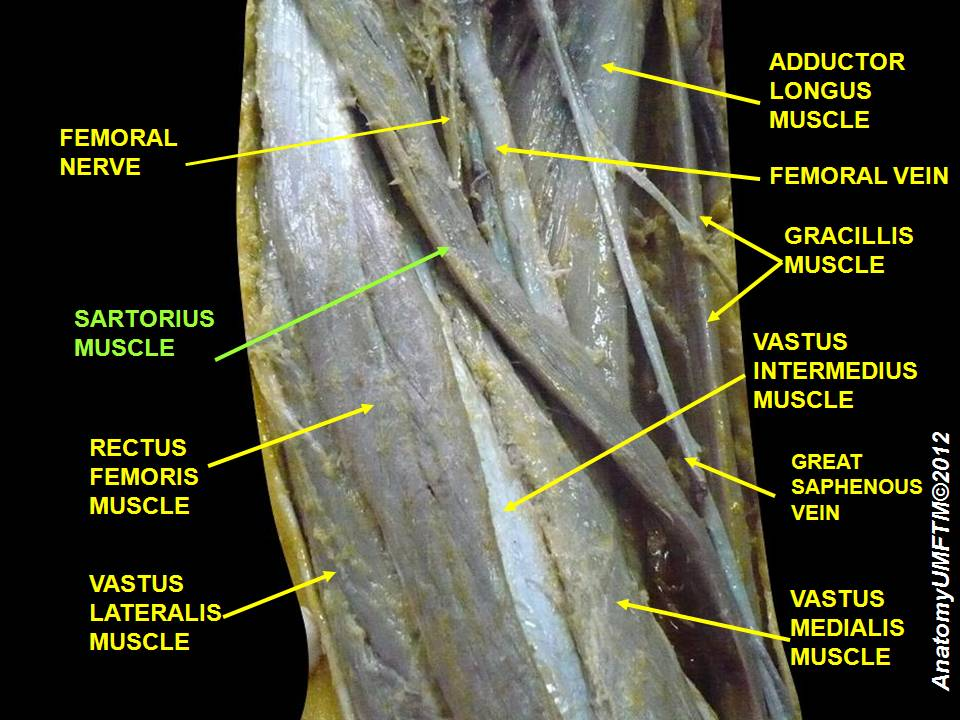
Кравецький м'яз
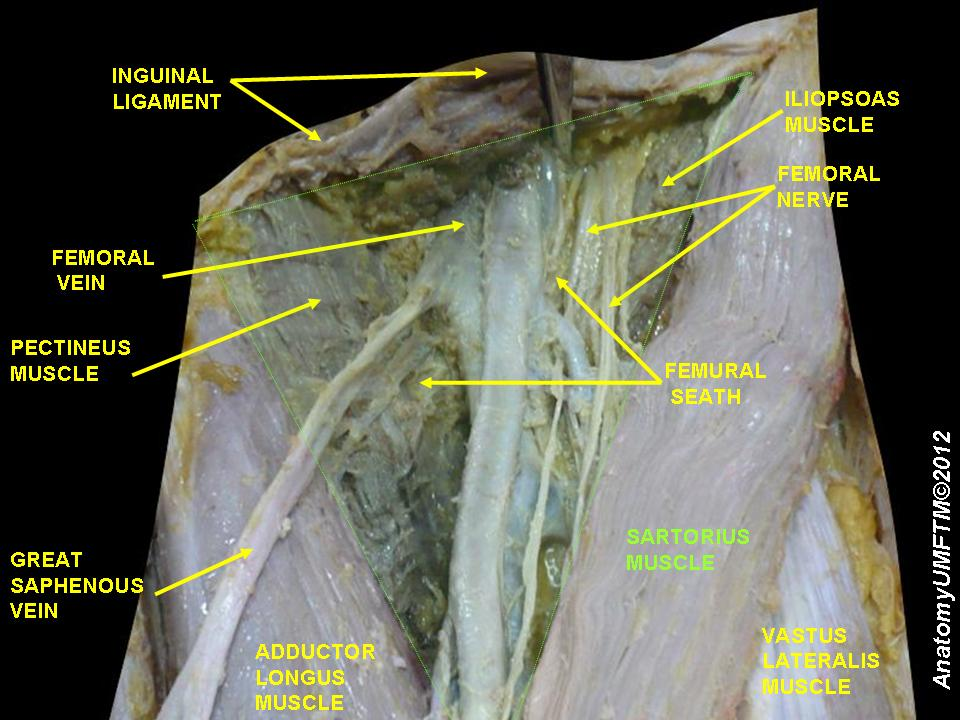
Кравецький м'яз
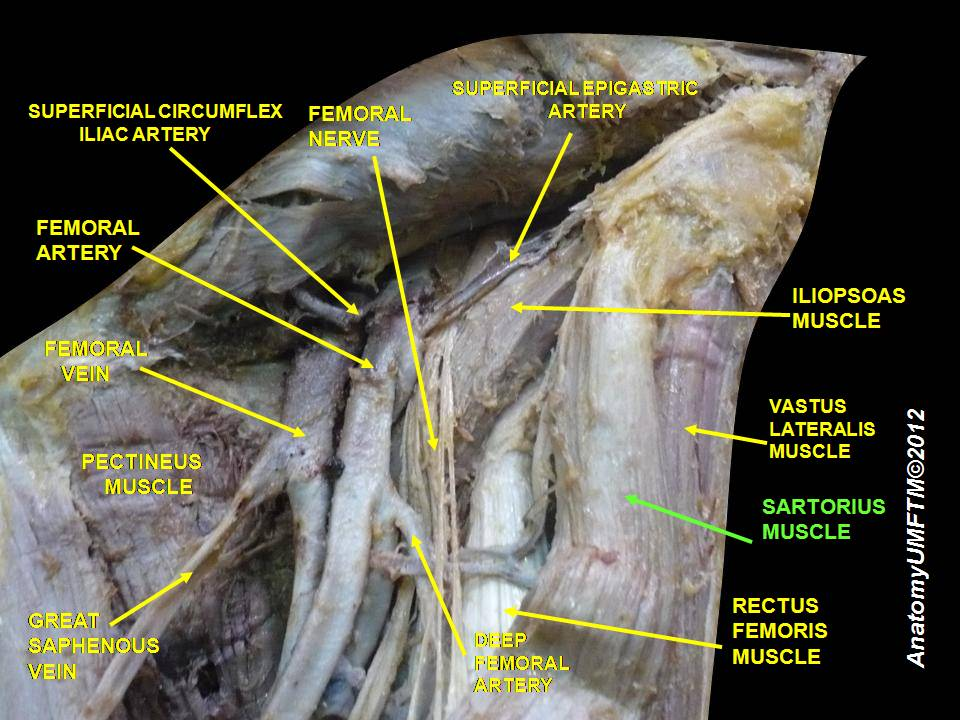
Кравецький м'яз
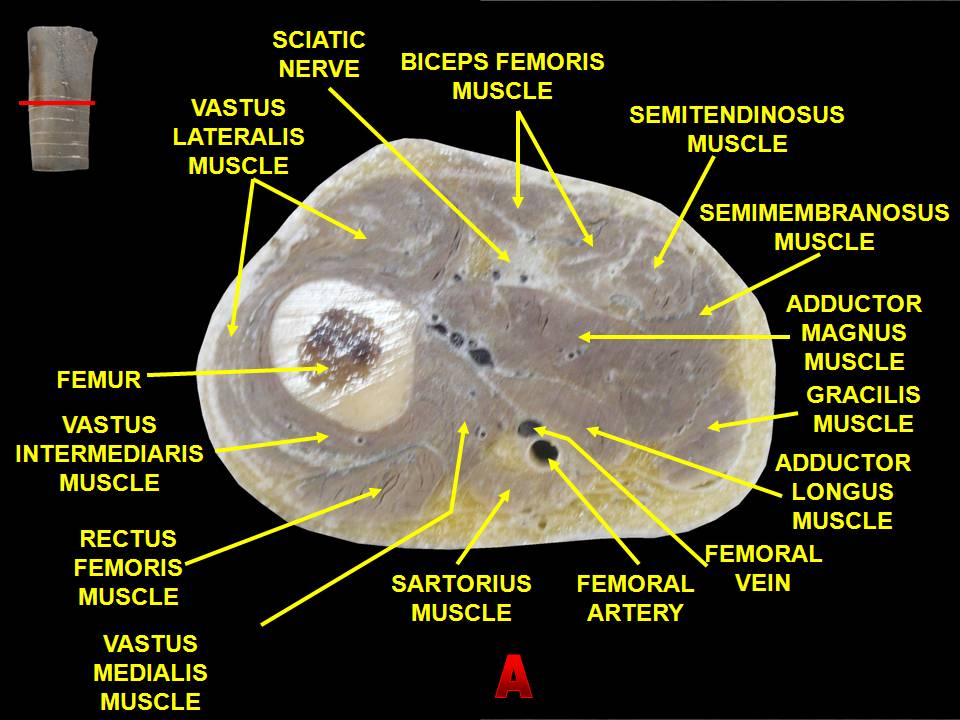
М'язи стегна. Поперечний розтин.